# 24 ur Le Mansa 2000
24 ur Le Mansa 2000 je bila oseminšestdeseta vzdržljivostna dirka 24 ur Le Mansa. Potekala je 17. in 18. junija 2000.

## Rezultati

### Uvrščeni
NC = neuvrščeni - niso prevozili 70% razdalje zmagovalca, DNF = odstop, DNS = niso štartali
| Poz    | Razred | Št | Moštvo                               | Dirkači                                                     | Šasija                                 | Gume | Krogi |
| Poz    | Razred | Št | Moštvo                               | Dirkači                                                     | Motor                                  | Gume | Krogi |
| ------ | ------ | -- | ------------------------------------ | ----------------------------------------------------------- | -------------------------------------- | ---- | ----- |
| 1      | LMP900 | 8  | Audi Sport Team Joest                | Frank Biela Tom Kristensen Emanuele Pirro                   | Audi R8                                | M    | 368   |
| 1      | LMP900 | 8  | Audi Sport Team Joest                | Frank Biela Tom Kristensen Emanuele Pirro                   | Audi 3.6L Turbo V8                     | M    | 368   |
| 2      | LMP900 | 9  | Audi Sport Team Joest                | Laurent Aïello Allan McNish Stephane Ortelli                | Audi R8                                | M    | 367   |
| 2      | LMP900 | 9  | Audi Sport Team Joest                | Laurent Aïello Allan McNish Stephane Ortelli                | Audi 3.6L Turbo V8                     | M    | 367   |
| 3      | LMP900 | 7  | Audi Sport Team Joest                | Christian Abt Michele Alboreto Rinaldo Capello              | Audi R8                                | M    | 365   |
| 3      | LMP900 | 7  | Audi Sport Team Joest                | Christian Abt Michele Alboreto Rinaldo Capello              | Audi 3.6L Turbo V8                     | M    | 365   |
| 4      | LMP900 | 16 | Pescarolo Sport                      | Olivier Grouillard Sébastien Bourdais Emmanuel Clerico      | Courage C52                            | M    | 344   |
| 4      | LMP900 | 16 | Pescarolo Sport                      | Olivier Grouillard Sébastien Bourdais Emmanuel Clerico      | Peugeot A32 3.2L Turbo V6              | M    | 344   |
| 5      | LMP900 | 12 | Panoz Motorsports                    | Johnny O'Connell Hiroki Kato Pierre-Henri Raphanel          | Panoz LMP-1 Roadster-S                 | M    | 342   |
| 5      | LMP900 | 12 | Panoz Motorsports                    | Johnny O'Connell Hiroki Kato Pierre-Henri Raphanel          | Elan 6L8 6.0L V8                       | M    | 342   |
| 6      | LMP900 | 23 | TV Asahi Team Dragon                 | Toshio Suzuki Masami Kageyama Masahiko Kageyama             | Panoz LMP-1 Roadster-S                 | M    | 340   |
| 6      | LMP900 | 23 | TV Asahi Team Dragon                 | Toshio Suzuki Masami Kageyama Masahiko Kageyama             | Elan 6L8 6.0L V8                       | M    | 340   |
| 7      | GTS    | 51 | Viper Team Oreca                     | Dominique Dupuy Olivier Beretta Karl Wendlinger             | Chrysler Viper GTS-R                   | M    | 333   |
| 7      | GTS    | 51 | Viper Team Oreca                     | Dominique Dupuy Olivier Beretta Karl Wendlinger             | Chrysler 8.0L V10                      | M    | 333   |
| 8      | LMP900 | 22 | TV Asahi Team Dragon                 | Keiichi Tsuchiya Akira Iida Masahiko Kondo                  | Panoz LMP-1 Roadster-S                 | M    | 330   |
| 8      | LMP900 | 22 | TV Asahi Team Dragon                 | Keiichi Tsuchiya Akira Iida Masahiko Kondo                  | Elan 6L8 6.0L V8                       | M    | 330   |
| 9      | GTS    | 53 | Viper Team Oreca                     | David Donohue Ni Amorim Anthony Beltoise                    | Chrysler Viper GTS-R                   | M    | 328   |
| 9      | GTS    | 53 | Viper Team Oreca                     | David Donohue Ni Amorim Anthony Beltoise                    | Chrysler 8.0L V10                      | M    | 328   |
| 10     | GTS    | 64 | Corvette Racing                      | Franck Freon Andy Pilgrim Kelly Collins                     | Chevrolet Corvette C5-R                | G    | 327   |
| 10     | GTS    | 64 | Corvette Racing                      | Franck Freon Andy Pilgrim Kelly Collins                     | Chevrolet 7.0L V8                      | G    | 327   |
| 11     | GTS    | 63 | Corvette Racing                      | Chris Kneifel Ron Fellows Justin Bell                       | Chevrolet Corvette C5-R                | G    | 326   |
| 11     | GTS    | 63 | Corvette Racing                      | Chris Kneifel Ron Fellows Justin Bell                       | Chevrolet 7.0L V8                      | G    | 326   |
| 12     | GTS    | 52 | Viper Team Oreca                     | Tommy Archer Marc Duez Patrick Huisman                      | Chrysler Viper GTS-R                   | M    | 324   |
| 12     | GTS    | 52 | Viper Team Oreca                     | Tommy Archer Marc Duez Patrick Huisman                      | Chrysler 8.0L V10                      | M    | 324   |
| 13     | GTS    | 57 | Carsport Holland                     | Mike Hezemans David Hart Hans Hugenholtz                    | Chrysler Viper GTS-R                   | M    | 317   |
| 13     | GTS    | 57 | Carsport Holland                     | Mike Hezemans David Hart Hans Hugenholtz                    | Chrysler 8.0L V10                      | M    | 317   |
| 14     | GTS    | 60 | Konrad Motorsport                    | Charles Slater Tommy Kendall Jürgen von Gartzen             | Porsche 911 GT2                        | D    | 317   |
| 14     | GTS    | 60 | Konrad Motorsport                    | Charles Slater Tommy Kendall Jürgen von Gartzen             | Porsche 3.8L Turbo Flat-6              | D    | 317   |
| 15     | LMP900 | 11 | Panoz Motorsports                    | David Brabham Jan Magnussen Mario Andretti                  | Panoz LMP-1 Roadster-S                 | M    | 315   |
| 15     | LMP900 | 11 | Panoz Motorsports                    | David Brabham Jan Magnussen Mario Andretti                  | Elan 6L8 6.0L V8                       | M    | 315   |
| 16     | GT     | 73 | Team Taisan Advan                    | Hideo Fukuyama Atsushi Yogo Bruno Lambert                   | Porsche 911 GT3-R                      | Y    | 310   |
| 16     | GT     | 73 | Team Taisan Advan                    | Hideo Fukuyama Atsushi Yogo Bruno Lambert                   | Porsche 3.6L Flat-6                    | Y    | 310   |
| 17     | GT     | 82 | Skea Racing International            | Johnny Mowlem David Murry Sascha Maassen                    | Porsche 911 GT3-R                      | P    | 304   |
| 17     | GT     | 82 | Skea Racing International            | Johnny Mowlem David Murry Sascha Maassen                    | Porsche 3.6L Flat-6                    | P    | 304   |
| 18     | GT     | 76 | Seikel Motorsport                    | Max Cohen-Olivar Michel Neugarten Anthony Burgess           | Porsche 911 GT3-R                      | D    | 302   |
| 18     | GT     | 76 | Seikel Motorsport                    | Max Cohen-Olivar Michel Neugarten Anthony Burgess           | Porsche 3.6L Flat-6                    | D    | 302   |
| 19     | LMP900 | 3  | Team DAMS                            | Eric Bernard Emmanuel Collard Franck Montagny               | Cadillac Northstar (Riley & Scott) LMP | P    | 300   |
| 19     | LMP900 | 3  | Team DAMS                            | Eric Bernard Emmanuel Collard Franck Montagny               | Cadillac Northstar 4.0L Turbo V8       | P    | 300   |
| 20     | LMP900 | 6  | Mopar Team Oreca                     | Didier Theys Jeffrey van Hooydonck Didier Andre             | Reynard 2KQ-LM                         | M    | 292   |
| 20     | LMP900 | 6  | Mopar Team Oreca                     | Didier Theys Jeffrey van Hooydonck Didier Andre             | Mopar 6.0L V8                          | M    | 292   |
| 21     | LMP900 | 1  | Team Cadillac                        | Franck Lagorce Butch Leitzinger Andy Wallace                | Cadillac Northstar (Riley & Scott) LMP | P    | 291   |
| 21     | LMP900 | 1  | Team Cadillac                        | Franck Lagorce Butch Leitzinger Andy Wallace                | Cadillac Northstar 4.0L Turbo V8       | P    | 291   |
| 22     | LMP900 | 2  | Team Cadillac                        | Wayne Taylor Max Angelelli Eric van de Poele                | Cadillac Northstar (Riley & Scott) LMP | P    | 287   |
| 22     | LMP900 | 2  | Team Cadillac                        | Wayne Taylor Max Angelelli Eric van de Poele                | Cadillac Northstar 4.0L Turbo V8       | P    | 287   |
| 23     | GT     | 79 | Perspective Racing                   | Thierry Perrier Jean-Louis Ricci Romano Ricci               | Porsche 911 GT3-R                      | P    | 286   |
| 23     | GT     | 79 | Perspective Racing                   | Thierry Perrier Jean-Louis Ricci Romano Ricci               | Porsche 3.6L Flat-6                    | P    | 286   |
| 24     | GT     | 80 | M1 Club-Renstal Excelsior            | Philippe Verellen Rudi Penders Kurt Dujardyn                | Porsche 911 GT3-R                      | P    | 285   |
| 24     | GT     | 80 | M1 Club-Renstal Excelsior            | Philippe Verellen Rudi Penders Kurt Dujardyn                | Porsche 3.6L Flat-6                    | P    | 285   |
| 25     | LMP675 | 32 | Multimatic Motorsport                | Scott Maxwell John Graham Greg Wilkins                      | Lola B2K/40                            | P    | 274   |
| 25     | LMP675 | 32 | Multimatic Motorsport                | Scott Maxwell John Graham Greg Wilkins                      | Nissan 3.0L V6                         | P    | 274   |
| 26     | LMP675 | 36 | Rachel Welter                        | Richard Balandras Yojiro Tarada Sylvain Boulay              | WR LMP                                 | M    | 266   |
| 26     | LMP675 | 36 | Rachel Welter                        | Richard Balandras Yojiro Tarada Sylvain Boulay              | Peugeot 2.0L Turbo I4                  | M    | 266   |
| 27     | GT     | 75 | Manthey Racing Gunnar Racing         | Michael Brockman Mike Lauer Gunnar Jeanette                 | Porsche 911 GT3-R                      | D    | 261   |
| 27     | GT     | 75 | Manthey Racing Gunnar Racing         | Michael Brockman Mike Lauer Gunnar Jeanette                 | Porsche 3.6L Flat-6                    | D    | 261   |
| 28 NC  | LMP900 | 10 | Team Den Bla Avis                    | John Nielsen Mauro Baldi Klaus Graf                         | Panoz LMP-1 Roadster-S                 | P    | 205   |
| 28 NC  | LMP900 | 10 | Team Den Bla Avis                    | John Nielsen Mauro Baldi Klaus Graf                         | Elan 6L8 6.0L V8                       | P    | 205   |
| 29 DSQ | GT     | 83 | Dick Barbour Racing                  | Dirk Müller Lucas Luhr Bob Wollek                           | Porsche 911 GT3-R                      | M    | 319   |
| 29 DSQ | GT     | 83 | Dick Barbour Racing                  | Dirk Müller Lucas Luhr Bob Wollek                           | Porsche 3.6L Flat-6                    | M    | 319   |
| 30 DNF | GTS    | 59 | Freisinger Motorsport                | Wolfgang Kaufmann Yukihiro Hane Katsunori Iketani           | Porsche 911 GT2                        | D    | 313   |
| 30 DNF | GTS    | 59 | Freisinger Motorsport                | Wolfgang Kaufmann Yukihiro Hane Katsunori Iketani           | Porsche 3.8L Turbo Flat-6              | D    | 313   |
| 31 DNF | GT     | 81 | Haberthur Racing                     | Gabrio Rosa Michel Liggonet Fabio Babini                    | Porsche 911 GT3-R                      | P    | 310   |
| 31 DNF | GT     | 81 | Haberthur Racing                     | Gabrio Rosa Michel Liggonet Fabio Babini                    | Porsche 3.6L Flat-6                    | P    | 310   |
| 32 DNF | LMP900 | 17 | SMG Competition                      | Philippe Gache Gary Formato Didier Cottaz                   | Courage C60                            | P    | 219   |
| 32 DNF | LMP900 | 17 | SMG Competition                      | Philippe Gache Gary Formato Didier Cottaz                   | Judd GV4 4.0L V10                      | P    | 219   |
| 33 DNF | GTS    | 56 | Team Goh Chamberlain Engineering     | Walter Brun Toni Seiler Christian Gläsel                    | Chrysler Viper GTS-R                   | M    | 210   |
| 33 DNF | GTS    | 56 | Team Goh Chamberlain Engineering     | Walter Brun Toni Seiler Christian Gläsel                    | Chryser 8.0L V10                       | M    | 210   |
| 34 DNF | GTS    | 54 | Paul Belmondo Racing                 | Boris Derichebourg Guy Martinolle Jean-Claude Lagniez       | Chrysler Viper GTS-R                   | D    | 180   |
| 34 DNF | GTS    | 54 | Paul Belmondo Racing                 | Boris Derichebourg Guy Martinolle Jean-Claude Lagniez       | Chrysler 8.0L V10                      | D    | 180   |
| 35 DNF | LMP900 | 15 | Thomas Bscher Promotion              | Dr. Thomas Bscher Geoff Lees Jean-Marc Gounon               | BMW V12 LM                             | G    | 180   |
| 35 DNF | LMP900 | 15 | Thomas Bscher Promotion              | Dr. Thomas Bscher Geoff Lees Jean-Marc Gounon               | BMW S70 6.0L V12                       | G    | 180   |
| 36 DNF | LMP675 | 35 | Gerard Welter                        | Xavier Pompidou Stephane Daoudi Jean-Bernard Bouvet         | WR LMP                                 | M    | 169   |
| 36 DNF | LMP675 | 35 | Gerard Welter                        | Xavier Pompidou Stephane Daoudi Jean-Bernard Bouvet         | Peugeot 2.0L Turbo I4                  | M    | 169   |
| 37 DNF | LMP900 | 21 | Team Rafanelli SRL                   | Dominico Schiattarella Didier de Radigues Emanuele Naspetti | Lola B2K/10                            | M    | 154   |
| 37 DNF | LMP900 | 21 | Team Rafanelli SRL                   | Dominico Schiattarella Didier de Radigues Emanuele Naspetti | Judd GV4 4.0L V10                      | M    | 154   |
| 38 DNF | LMP900 | 24 | Johansson-Matthews Racing            | Stefan Johansson Guy Smith Jim Matthews                     | Reynard 2KQ-LM                         | Y    | 133   |
| 38 DNF | LMP900 | 24 | Johansson-Matthews Racing            | Stefan Johansson Guy Smith Jim Matthews                     | Judd GV4 4.0L V10                      | Y    | 133   |
| 39 DNF | GT     | 72 | Repsol Racing Engineering            | Tomas Saldaña Jesus Diez Villaroel Giovanni Lavaggi         | Porsche 911 GT3-R                      | D    | 78    |
| 39 DNF | GT     | 72 | Repsol Racing Engineering            | Tomas Saldaña Jesus Diez Villaroel Giovanni Lavaggi         | Porsche 3.6L Flat-6                    | D    | 78    |
| 40 DNF | LMP675 | 34 | Racing Organisation Course (ROC)     | Jordi Gené Jean-Christophe Boullion Jêrome Pelicand         | Reynard 2KQ-LM                         | M    | 72    |
| 40 DNF | LMP675 | 34 | Racing Organisation Course (ROC)     | Jordi Gené Jean-Christophe Boullion Jêrome Pelicand         | Volkswagen HPT16 2.0L Turbo I4         | M    | 72    |
| 41 DNF | LMP675 | 33 | Racing Organisation Course (ROC)     | Ralf Kelleners David Terrien Jean-Denis Deletraz            | Reynard 2KQ-LM                         | M    | 44    |
| 41 DNF | LMP675 | 33 | Racing Organisation Course (ROC)     | Ralf Kelleners David Terrien Jean-Denis Deletraz            | Volkswagen HPT16 2.0L Turbo I4         | M    | 44    |
| 42 DNF | LMP900 | 20 | Konrad Motorsport Racing for Holland | Jan Lammers Tom Coronel Peter Kox                           | Lola B2K/10                            | D    | 38    |
| 42 DNF | LMP900 | 20 | Konrad Motorsport Racing for Holland | Jan Lammers Tom Coronel Peter Kox                           | Ford 6.0L V8                           | D    | 38    |
| 43 DNF | GT     | 77 | Larbre Compétition                   | Patrice Goueslard Christophe Bouchut Jean-Luc Chereau       | Porsche 911 GT3-R                      | M    | 34    |
| 43 DNF | GT     | 77 | Larbre Compétition                   | Patrice Goueslard Christophe Bouchut Jean-Luc Chereau       | Porsche 3.6L Flat-6                    | M    | 34    |
| 44 DNF | GT     | 78 | BBA Competition                      | Jean-Luc Maury-Laribiere Bernard Chauvin Angelo Zadra       | Porsche 911 GT3-R                      | D    | 32    |
| 44 DNF | GT     | 78 | BBA Competition                      | Jean-Luc Maury-Laribiere Bernard Chauvin Angelo Zadra       | Porsche 3.6L Flat-6                    | D    | 32    |
| 45 DNF | LMP675 | 30 | Didier Bonnet                        | Patrick Lemarie Jean-Francois Yvon Yann Goudy               | Debora LMP                             | A    | 24    |
| 45 DNF | LMP675 | 30 | Didier Bonnet                        | Patrick Lemarie Jean-Francois Yvon Yann Goudy               | BMW 3.0L I6                            | A    | 24    |
| 46 DNF | GT     | 71 | Michael Colucci                      | Shane Lewis Cort Wagner Bob Mazzuoccola                     | Porsche 911 GT3-R                      | M    | 22    |
| 46 DNF | GT     | 71 | Michael Colucci                      | Shane Lewis Cort Wagner Bob Mazzuoccola                     | Porsche 3.6L Flat-6                    | M    | 22    |
| 47 DNF | LMP900 | 4  | Team DAMS                            | Marc Goossens Christophe Tinseau Kristian Kolby             | Cadillac Northstar (Riley & Scott) LMP | P    | 4     |
| 47 DNF | LMP900 | 4  | Team DAMS                            | Marc Goossens Christophe Tinseau Kristian Kolby             | Cadillac Northstar 4.0L Turbo V8       | P    | 4     |
| 48 DNF | LMP900 | 5  | Mopar Team Oreca                     | Yannick Dalmas Nicolas Minassian Jean-Philippe Belloc       | Reynard 2KQ-LM                         | M    | 1     |
| 48 DNF | LMP900 | 5  | Mopar Team Oreca                     | Yannick Dalmas Nicolas Minassian Jean-Philippe Belloc       | Mopar 6.0L V8                          | M    | 1     |

### Statistika
- Najboljši štartni položaj - #2 Audi Sport Team Joest - 3:36.124
- Najhitrejši krog - #2 Audi Sport Team Joest - 3:37.359
- Razdalja - 5007.99km
- Povprečna hitrost - 207.00km/h